# Видна Обмана
Видна Обмана (Vidna Obmana) — псевдоним бельгийского эмбиент музыканта Дирка Серриаса.
Бельгийский музыкант и продюсер Дирк Серриас родился и вырос в Антверпене. Он начал записывать музыку в конце 80-х годов и для этих целей взял себе псевдоним Vidna Obmana, что на сербском языке означает «оптическая иллюзия», термин, который очень хорошо подходит к музыке Дирка. Сначала его работы представляли собой экспериментальные шумовые композиции, однако уже на рубеже 80-х и 90-х годов его стиль начал быстро меняться в сторону почти изоляционистской эмбиентной эстетики, исследующей тематику спокойствия, одиночества и скорби.
Первые несколько дисков Дирк выпустил самостоятельно, пока в 1993 году на лейбле American ND не вышел его первый официальный альбом Ending Mirage. Он был восторженно принят критиками как один из лучших экземпляров пост-классической экспериментальной электронной музыки. С этого момента альбомы Vidna Obmana выходят довольно часто. В последнее время Дирк начал внедрять в свои медитативные текстуры ритмический рисунок, как правило, сотрудничая при этом с каким-либо перкуссионистом. При этом он часто возвращается к своим ранним минималистичным экспериментам, что создает трудности в определении принадлежности той или иной композиции к тому или иному этапу творчества. Словно для создания ещё большей неразберихи, в последнее время появилось множество сборников ранних и неизданных вещей Vidna Obmana. Также в последнее время Дирк много работает в совместных проектах.

## Дискография
(не полная)
- Passage in Beauty Projekt, 1991.
- Shadowing in Sorrow Projekt, 1991.
- Ending Mirage Projekt, 1992.
- Echoing Delight 1993.
- Memories Compiled CD1 — Monument Of Empty Colours 1994
- Memories Compiled CD2 — Gathering In Frozen Beauty 1994
- Parallel Flaming (with Djen Ajakan Shean)1994.
- Revealed By Composed Nature 1994
- The Spiritual Bonding 1994.
- The Transcending Quest 1995
- Untitled (with Asmus Tietchens) 1995
- The River Of Appearance 1996
- Well Of Souls (with Steve Roach) 2CD 1996
- Cavern Of Sirens (with Steve Roach) 1996
- Twilight of Perception Projekt, 1995.
- Crossing the Trail Projekt, 1997.
- Ascension of Shadows (совместно со Steve Roach) Projekt, 1998.
- Echo Passage (with Alio Die) 1999
- Spirits (with Jan Marmenout) 1999
- The Shape Of Solitude (with Serge Devadder) 1999
- True Stories (with Jeff Pearce) 1999
- Circles & Artifacts (with Steve Roach) 2000
- The Surreal Sanctuary Hypnos, 2000.
- The Contemporary Nocturne Hypnos, 2000.
- Tremor Relapse/Release, 2001.
- Soundtrack for the Aquarium Hypnos, 2001.
- Deep Unknown (with Brendan Lane) 2002
- An Opera for Four Fusion Works, Act 1 - Echoes Of Steel Hypnos, 2002.
- Echoes Of Steel (with Dreams In Exile) 2002
- Innerzone (with Steve Roach) 2002
- The Shifts Recyclings (with Asmus Tietchens) 2CD 2003
- Spore 2003
- Spirit Dome (совместно со Steve Roach) Projekt, 2004.
- An Opera for Four Fusion Works, Act 2 - Phrasing The Air Hypnos, 2004.
- An Opera for Four Fusion Works, Act 3 - Reflection On Scale Hypnos, 2006.
- An Opera For Four Fusion Works, Act 4 - The Bowing Harmony 2007
- Spirit Dome/Live Archive - reissue, 2 CD Projekt, 2009 совместно со Стивом Роучем